# 长羽耳蕨
长羽耳蕨（学名：Polystichum longipinnulum），为鳞毛蕨科耳蕨属下的一个植物种。